# فرودگاه نیروی هوایی سلطنتی هالتون
فرودگاه نیروی هوایی سلطنتی هالتون (به انگلیسی: RAF Halton) یک فرودگاه است که یک باند فرود چمن دارد و طول باند آن ۳۴۴ متر است. این فرودگاه در کشور انگلستان قرار دارد .